# Hoàng Minh Thắng
Hoàng Minh Thắng (tên khai sinh là Nguyễn Tấn Vịnh, 20 tháng 10 năm 1927 – 7 tháng 6 năm 2016) là một nhà cách mạng, nhà lãnh đạo quân sự và chính trị gia người Việt Nam. Ông từng đảm nhiệm chức vụ Ủy viên Ban Chấp hành Trung ương Đảng Cộng sản Việt Nam khóa V và VI, Bộ trưởng Bộ Nội thương, Bộ trưởng Bộ Thương nghiệp, Bí thư Tỉnh ủy Quảng Nam, Bí thư Tỉnh ủy Quảng Nam – Đà Nẵng và được nhà nước Việt Nam phong tặng danh hiệu Anh hùng Lực lượng vũ trang nhân dân.

## Tiểu sử
Hoàng Minh Thắng, tên khai sinh là Nguyễn Tấn Vịnh, bí danh Quyết Thắng, sinh ngày 20 tháng 10 năm 1927 tại làng Tiên Đóa, nay thuộc xã Bình Sa, huyện Thăng Bình, tỉnh Quảng Nam. Ông tham gia cách mạng từ đầu năm 1945, tham gia vào Việt Minh và tham gia khởi nghĩa giành chính quyền ở xã, tổng, phủ Thăng Bình. Sau khởi nghĩa giành chính quyền thắng lợi, Hoàng Minh Thắng được cử làm Ủy viên Thường trực Ban Chấp hành thanh niên tổng Cổ Hoa, tham gia cổ động thanh niên vào dân quân, vệ quốc đoàn; huy động lương thực để thành lập quỹ thanh niên; tuyên truyền phong trào "diệt giặc đói, giặc dốt, giặc ngoại xâm". Đến ngày 20 tháng 10 năm 1946, ông được kết nạp vào Đảng Cộng sản Đông Dương.

### Sự nghiệp
Năm 1946, chi bộ lâm thời xã Tiên Đỏa được thành lập, Hoàng Minh Thắng được cử làm Bí thư Chi bộ lâm thời. Năm 1947, ông theo học Trường Lục quân Quân khu 5. Giai đoạn 1948–1950, ông thăng tiến từ vị trí Huyện đội phó lên Chính trị viên của Huyện đội Thăng Bình. Năm 1949, tại Đại hội Đảng bộ huyện Thăng Bình lần thứ IV, Hoàng Minh Thắng được bầu vào Ban Thường vụ Huyện ủy và phân công làm Chính trị viên Huyện đội. Năm 1950, Đà Nẵng tách khỏi Quảng Nam, do đó, Tỉnh đội Quảng Nam tách một bộ phận ra thành lập Thành đội Đà Nẵng, ông được điều động và phân công làm Phó Ban chính trị, kiêm Trưởng Tiểu ban cán bộ Thành đội Đà Nẵng cho đến năm 1954. Đầu năm 1953, Tiểu đoàn 17 được thành lập để đáp ứng yêu cầu của chiến trường, ông được đề cử chức vụ Chính trị viên phó Tiểu đoàn.
Sau khi Hiệp định Genève được kí kết, Tiểu đoàn 17 được bổ sung vào Trung đoàn 93 của Liên khu 5 vừa thành lập và đến năm 1955, Trung đoàn 93 lên tàu để ra miền Bắc. Tại Thanh Hóa, Hoàng Minh Thắng được biên chế làm Chính trị viên một tiểu đoàn thuộc Trung đoàn pháo binh 14. Cuối năm 1956, Sư đoàn 324 được thành lập tại Nghệ An, Trung đoàn pháo binh 14 thuộc biên chế Sư đoàn 324, ông được đề bạt làm Phó Chủ nhiệm chính trị Trung đoàn. Từ năm 1958 đến năm 1959, Hoàng Minh Thắng được cử đi học tại trường Cao cấp Chính trị quân sự toàn quân của Bộ Tổng Tư lệnh Quân đội nhân dân Việt Nam cùng với Lê Khả Phiêu, Nguyễn Huy Chương,... Học xong chương trình Cao cấp chính trị, ông được điều về làm Chủ nhiệm chính trị Trung đoàn 78, Sư đoàn 325 bộ binh đóng tại Quảng Bình. Đây cũng là thời điểm Trung ương Đảng ra nghị quyết 15 về con đường phát triển cách mạng miền Nam. Tháng 12 năm 1960, Hoàng Minh Thắng vào chiến trường miền Nam và được cử làm Chính ủy Trường Quân chính Quân khu 5, tham gia nhiều trận đánh trên chiến trường Quân khu 5. Từ năm 1963 đến năm 1968, ông trở thành Chính trị viên Trung đoàn, Phó Bí thư Tỉnh ủy Quảng Nam, Chính trị viên Tỉnh đội Quảng Nam – Đà Nẵng. Sau cuộc Tổng tiến công và nổi dậy Tết Mậu Thân năm 1968, Hoàng Minh Thắng được Khu ủy và Quân khu 5 điều động trở lại quân đội, phong quân hàm Thượng tá và cử ông đảm nhiệm chức vụ Phó Chính ủy Sư đoàn 3 bộ binh Quân khu 5, hoạt động ở địa bàn các tỉnh Quảng Ngãi, Bình Định và Phú Yên. Năm 1969, ông là Phó Chính ủy Sư đoàn 3 bộ binh và được phong quân hàm Đại tá.
Năm 1970, Hoàng Minh Thắng trở thành Chính trị viên Tỉnh đội Quảng Nam. Trên cương vị này, ông đã lãnh đạo lực lượng vũ trang và người dân của tỉnh Quảng Nam vượt qua nhiều khó khăn trong giai đoạn thực hiện chiến lược "Việt Nam hóa chiến tranh" của Quân đội Hoa Kỳ. Tháng 3 năm 1973, ông đề nghị sử dụng Tiểu đoàn đặc công 409 diệt đồn Xã Đốc do một Tiểu đoàn Mỹ chiếm đóng. Đây là trận tiêu diệt quân Mỹ cuối cùng trên chiến trường Quân khu 5. Trong giai đoạn 1970–1974, ông được cử làm Bí thư Tỉnh ủy Quảng Nam, Chính trị viên Tỉnh đội.
Sau ngày miền Nam hoàn toàn giải phóng, tại Đại hội Đảng bộ tỉnh Quảng Nam lần thứ XI (1977) và lần thứ XII (1979), Hoàng Minh Thắng được cử làm Phó Bí thư Tỉnh ủy Quảng Nam – Đà Nẵng, Chủ tịch Ủy ban nhân dân tỉnh Quảng Nam – Đà Nẵng. Năm 1981, ông trúng cứ Đại biểu Quốc hội Việt Nam khóa VII thuộc đoàn đại biểu tỉnh Quảng Nam – Đà Nẵng. Tháng 3 năm 1982, tại Đại hội Đảng Cộng sản Việt Nam lần thứ V, ông được bầu vào Ban Chấp hành Trung ương Đảng Cộng sản Việt Nam. Từ năm 1982 đến năm 1986, ông trở thành Bí thư Tỉnh ủy Quảng Nam – Đà Nẵng. Tháng 6 năm 1986, Hoàng Minh Thắng được điều động về công tác ở Trung ương, giữ chức Bộ trưởng Bộ Nội thương. Ngày 30 tháng 6 năm 1990, Bộ Kinh tế Đối ngoại, Bộ Nội thương và Bộ Vật tư hợp nhất thành Bộ Thương nghiệp, ông trở thành Bộ trưởng Bộ Thương nghiệp. Ngày 18 tháng 12 năm 1991, Hội đồng Bộ trưởng quyết định thành lập Hội đồng Trung ương lâm thời các doanh nghiệp ngoài quốc doanh, Hoàng Minh Thắng được giữ chức Chủ tịch Hội đồng đồng thời được cử làm Bí thư Đảng đoàn Hội đồng Liên minh các Hợp tác xã Việt Nam. Năm 1997, ông kết thúc vai trò Đại biểu Quốc hội sau 3 khóa, tại Quốc hội Việt Nam khóa IX, ông là người ủng hộ mạnh mẽ việc chia tách Quảng Nam và Đà Nẵng. Năm 1998, ông được Đảng và Nhà nước cho nghỉ hưu theo chế độ.
Hoàng Minh Thắng đã được tặng thưởng nhiều huân, huy chương cùng các huy hiệu 40, 50, 60, 65 và 70 năm tuổi Đảng. Ngày 26 tháng 7 năm 2012, ông được nhà nước Việt Nam phong tặng danh hiệu Anh hùng Lực lượng vũ trang nhân dân. Ông qua đời vào ngày 7 tháng 6 năm 2016 tại thành phố Đà Nẵng, thọ 88 tuổi.
Để tưởng nhớ những đóng góp của ông, chính quyền thành phố Đà Nẵng đã đặt tên ông cho một con đường tại phường Hòa Hải, quận Ngũ Hành Sơn.

### Đời tư
Hoàng Minh Thắng có vợ là bà Phan Thị Phiện.

## Khen thưởng

### Danh hiệu
- Anh hùng Lực lượng vũ trang nhân dân (2012).

### Huân, huy chương
- Huân chương Hồ Chí Minh.
- Huân chương Độc lập hạng Nhất.
- Huân chương Lao động hạng Nhất.
- Huân chương Kháng chiến hạng Nhất.
- Huân chương Giải phóng hạng Nhất, Nhì, Ba.
- Huân chương Quyết thắng hạng Nhất.
- Huân chương Quân công hạng Nhì, Ba.
- Huân chương Chiến công hạng Nhì, Ba.
- Huy hiệu 70 năm tuổi Đảng.

## Tác phẩm
- Hoàng Minh Thắng (1988). Quảng Nam – Đà Nẵng bước đầu xây dựng kinh tế – xã hội. Đà Nẵng: Nhà xuất bản Đà Nẵng. OCLC 21274823.
- ———————— (1988). Đổi mới công tác thương nghiệp. Hà Nội: Nhà xuất bản Chính trị quốc gia Sự thật. OCLC 36430004.
- ———————— (2003). Nơi ấy, tôi đã sống: Hồi ký. Hà Nội: Nhà xuất bản Chính trị quốc gia Sự thật. OCLC 68462535.
- ———————— (2006). Nhớ mãi một thời gian khó. Hà Nội: Nhà xuất bản Chính trị quốc gia Sự thật. OCLC 180767050.